# Шумное (Калининградская область)
Шумное— посёлок в Зеленоградском районе Калининградской области. До 2016 года входил в состав Ковровского сельского поселения.

## Население
| 2002 | 2010 |
| ---- | ---- |
| 28   | ↘16  |

## История
В 1946 году Шупёнен а был переименован в поселок Шумное.
Прежние названия на немецком языке:	Schupöhnen bis 1946